# Convention européenne des droits de l'homme
Ne doit pas être confondu avec Cour européenne des droits de l’homme.
Lire en ligne

Texte sur Wikisource

La Convention de sauvegarde des droits de l'homme et des libertés fondamentales (CSDHLF), communément appelée Convention européenne des droits de l'homme (CEDH, ou ConvEDH afin de ne pas être confondue avec la Cour européenne des droits de l'homme, qui en contrôle l'application et qui possède le même sigle), est un traité international signé par les États membres du Conseil de l'Europe le 4 novembre 1950 et entré en vigueur le 3 septembre 1953.
Elle a pour but de protéger les droits de l'homme et les libertés fondamentales en permettant un contrôle judiciaire du respect de ces droits individuels. La Convention se réfère à la Déclaration universelle des droits de l'homme, proclamée par l'Assemblée générale des Nations unies le 10 décembre 1948. Le respect des obligations par les États parties à la CEDH est contrôlé dans le cadre d’une procédure de plainte individuelle ou étatique.
Pour permettre ce contrôle du respect effectif des droits de l'homme, la Convention a institué le Comité des ministres du Conseil de l'Europe, et surtout la Cour européenne des droits de l'homme. Celle-ci, mise en place en 1959 et siégeant à Strasbourg, est chargée de veiller au respect de la Convention par les États signataires : toute personne s'estimant victime d'une violation de la Convention peut la saisir afin de recevoir une indemnisation, à la condition que son État de résidence le lui permette, conformément à l'article 56 de la Convention.
C'est cette même Cour qui sera la première à considérer la Convention comme un « instrument vivant ». En effet, les arrêts rendus, formant une jurisprudence, permettent de réinterpréter la Convention à la lumière des réalités contemporaines. Cette réinterprétation peut se faire en restreignant la marge nationale d'appréciation laissée aux États, voire en garantissant de nouveaux droits, dérivés des articles déjà présents dans la Convention .
La Convention a évolué au fil du temps et comprend dix-sept protocoles additionnels, certains ajoutant des droits nouveaux, ou étendant des droits existants. Parmi les droits nouveaux, on peut par exemple trouver le droit à la propriété, le droit à l’instruction, le droit à des élections libres, l’interdiction de l’emprisonnement pour dette, le droit de circulation, l’interdiction de l’expulsion des nationaux, l’interdiction des expulsions collectives des étrangers, l’abolition de la peine de mort, des garanties procédurales en matière d’expulsion d’étrangers en situation régulière, le droit à un double degré de juridiction en matière pénale, le droit d’indemnisation en cas d’erreur judiciaire, le droit à ne pas être jugé ou puni deux fois, l’égalité entre époux, et l’interdiction générale de la discrimination.
Sa dernière version est entrée en vigueur le 1er août 2021, via le protocole n° 15, en introduisant le principe de subsidiarité dans son préambule. Ce faisant, la Convention réaffirme les aptitudes qu’ont les États parties à redresser l’atteinte causée aux droits humains.

## Sa genèse
On peut voir dans l'institution de ce dispositif continental de protections des droits de l'homme une réponse à un double défi :  d'abord une initiative des Alliés au terme de la Seconde Guerre mondiale inspirée de la Déclaration universelle des droits de l'homme, destinée à éviter la répétition des violations des droits fondamentaux qui avaient été observées lors du conflit ; mais aussi une réponse à l'émergence du stalinisme en Europe orientale et balkanique, visant, par l'octroi de libertés et sauvegardes particulières, à inciter les citoyens des états-membres du Conseil de l'Europe à résister aux sirènes égalitaires du communisme. Cela se reflète en partie dans les constantes références à des valeurs et principes jugés « indispensables dans une démocratie », quoique la Convention ne définisse nulle part précisément ces fameux principes.
C'est ainsi que du 7 au 10 mai 1948, quelques hommes politiques occidentaux, au rang desquels Winston Churchill, François Mitterrand et Konrad Adenauer, accompagnés d'universitaires, de personnalités religieuses, de représentants du patronat et des syndicats se réunirent au Congrès de La Haye. Ce congrès s'acheva sur une proclamation commune, précédée d'un engagement à créer une Convention des droits de l'homme. Les second et troisième articles de cette proclamation affirmaient : « Nous désirons créer une Charte des droits de l'homme garantissant la liberté de pensée, le droit de réunion et de libre expression ainsi que le droit de former une opposition politique. Nous souhaitons qu'une Cour de Justice soit pourvue de l'autorité adéquate pour l'application de cette charte. »
La Convention a été mise au point par le Conseil de l'Europe après la Seconde guerre mondiale et la Convention de La Haye. Plus de 100 parlementaires des douze états membres du Conseil de l'Europe se sont réunis à Strasbourg au cours de l'été 1949 pour jeter les bases de la « charte des droits de l'homme » et installer la cour chargée de lui donner vigueur. Le député britannique David Maxwell-Fyfe, président de la Commission des questions juridiques et administratives, en était l'un des représentants les plus éminents ; se fondant sur une première version proposée par un groupe de pression, le Mouvement européen, il dirigea la rédaction de la Convention. En tant qu'ex-procureur au procès de Nuremberg, il avait pu voir de ses propres yeux comment un tribunal international pourrait imposer ses décisions au monde. Un résistant français, l'ex-ministre Pierre-Henri Teitgen, dressa une liste des droits qu'il jugeait fondamentaux, plusieurs repris de la Déclaration universelle des droits de l'homme, récemment adoptée à Paris, et indiquant les moyens d'instituer les procédures judiciaires requises contre les États. Au terme de débats agités, l'assemblée adressa sa proposition au Conseil des Ministres des États membres, qui convoqua un groupe d'experts pour établir le texte définitif à voter.
Ce texte s'appuyait sur la tradition européenne du Droit civil pour, selon les termes de Guido Raimondi, Président de la Cour européenne des droits de l'homme, garantir un exercice effectif de la démocratie, reprenant la longue tradition du Royaume-Uni, de la France et des autres états membres.
La cérémonie de signature se tint le 4 novembre 1950 à Rome et entra en application le 3 septembre 1953. La Convention est depuis appliquée par la Cour européenne des droits de l'homme de Strasbourg et le Conseil de l'Europe. Jusqu'aux réformes procédurales de la fin des années 1990, elle était en outre appliquée par la Commission européenne des droits de l'homme.
Bien que pays-hôte de la Cour, plusieurs raisons firent que la France ne s'engagea pas dans le traité : les divisions politiques de la quatrième République marquées par l'échec de la CED, les reproches du manque de laïcité de l'article 9, la guerre d'Algérie, l'ORTF, la primauté du droit international sur le droit français, et la présence dans la Constitution de la Ve République d'un article donnant des pouvoirs étendus au chef de l'État. Sous la présidence de Georges Pompidou, Maurice Schumann et René Cassin infléchirent la position de la France. Une loi est adoptée le 31 décembre 1973 pour autoriser la ratification de la Convention et de ses protocoles, à l'exception du protocole no 2. La Convention est ratifiée le 3 mai 1974, sous la présidence par intérim d'Alain Poher, étant alors le dernier pays fondateur du conseil de l'Europe à accomplir ce geste. Les saisines et recours ne sont possibles qu'en 1981 sous la présidence de François Mitterrand,,.

## Protocoles
Dix-sept protocoles ont eu valeur juridique, certains de manière temporaire comme le protocole 14 bis.

### Protocoles d'amendement
Les protocoles d'amendement nécessitent d'être ratifié par toutes les parties pour entrer en vigueur, car ils modifient le fonctionnement de mécanismes ou de droits existants. Une fois entré en vigueur, la Convention est définitivement modifiée, pour les parties actuelles et futures, et le protocole d'amendement est fermé aux nouvelles signatures, ratifications, et adhésions.
Les protocoles amendant la Convention sont les suivants :
- protocole no 2 (STE no 44, entré en vigueur le 21 septembre 1970) ;
- protocole no 3 (STE no 45, entré en vigueur le 21 septembre 1970) ;
- protocole no 5 (STE no 55, entré en vigueur le 20 décembre 1971) ;
- protocole no 8 (STE no 118, entré en vigueur le 1er janvier 1990) ;
- protocole no 9 (STE no 140, entré en vigueur le 1er octobre 1994) ;
- protocole no 10 (STE no 146, ouvert à la signature le 25 mars 1992, jamais entré en vigueur, remplacé par le protocole no 11) ;
- protocole no 11 (STE no 155, entré en vigueur le 1er novembre 1998), le plus important.
- protocole no 14 (STE no 194, entré en vigueur le 1er juin 2010) ;
- protocole no 15 (STE no 213, entré en vigueur le 1er août 2021), le plus récent.

#### Réformes majeures de la Cour
Depuis l'intégration des différents États d'Europe de l'Est au Conseil de l'Europe après l'effondrement de l'URSS, la Cour a connu une inflation significative des requêtes individuelles, conduisant à des réformes successives tentant d'endiguer le problème.

##### Protocoleno11
Le protocole no 11 institue un changement fondamental dans le mécanisme de la Convention. La Commission a été abolie, et les personnes physiques ont été autorisées à saisir directement la Cour. Cela a nécessité des changements dans l'organisation de la Cour, pour lui permettre de jouer son nouveau rôle plus étendu. Le protocole no 11 a aussi aboli toutes les fonctions judiciaires du Comité des Ministres. Le protocole no 11 a également rendu nécessaires des amendements aux protocoles qui avaient étendu les droits substantiels.
Le protocole no 11 a également intégré directement dans le texte de la Convention les protocoles nos 2, 3, 5, 8, 9, 10. Ils étaient auparavant dans des textes séparés, considérés comme « faisant partie intégrante de la Convention ».

##### Protocolesnos14 et 14bis
Les protocoles nos  14 et 14 bis (temporaire) adoptés en 2004 et entrés en vigueur le 1er juin 2010 réforment en profondeur le fonctionnement de la Cour, en y introduisant notamment une nouvelle formation : le juge unique. Ce juge examinera, seul, la recevabilité d'une affaire. Auparavant, la recevabilité était examinée par un comité de 3 juges. Ce juge ne peut examiner les requêtes contre l'État au titre duquel il a été élu.
Un nouveau critère de recevabilité est également mis en place : la Cour peut déclarer une requête irrecevable si elle estime que le requérant n'a subi aucun préjudice important, sauf si l'affaire n'a pas été jugée par un tribunal interne, ou si le respect des droits de l'homme garantis par la Convention et ses Protocoles exige un examen de la requête sur le fond.
De plus, les mandats des juges deviennent non renouvelables. Leur mandat s'achève dès qu'ils atteignent l'âge de 70 ans. Auparavant, leur mandat était renouvelable une fois.
Enfin, l'Union européenne a la possibilité d'adhérer à la Convention.

##### Protocoleno15
Le protocole no 15 ouvert à la signature des États parties depuis le 24 juin 2013 et entré en vigueur le 1er août 2021 amende la Convention en y introduisant une référence au principe de subsidiarité et à la marge d’appréciation laissée au juge national dans l'interprétation de la Convention. Avec le protocole no 15, le délai pour former un recours devant la Cour passe de 6 à 4 mois à compter de la décision nationale définitive. De plus, les juges ne sont plus éligibles après 65 ans, ce qui leur permet d'effectuer un mandat complet. Enfin, la Cour peut déclarer une requête irrecevable, y compris si l'affaire n'a pas été jugée par un tribunal interne.

### Protocoles additionnels normatifs
Les protocoles additionnels normatifs (nos 1, 4, 6, 7, 12, 13) ont ajouté des droits substantiels à ceux déjà protégés par la Convention, qui sont exposés plus bas, à la suite de ceux contenus dans la Convention elle-même. Le protocole no 16 introduit une procédure facultative permettant aux plus hautes juridictions nationales de saisir la Cour pour avis sur un litige en cours.
Ce type de protocole rentre en vigueur lorsqu'un seuil minimum de parties à la Convention le ratifie. Il ne s'impose alors qu'aux parties au protocole en question. Il ne fait qu'ajouter de nouveaux droits, sans en modifier d'existants. Il peut toutefois étendre des droits existants, comme l'a fait le protocole no 12 sur l'article 14 de la Convention.
Il n'est pas clair si une partie peut dénoncer un protocole de ce type sans dénoncer la Convention. En effet, aucune procédure de dénonciation autonome n'est prévue dans aucun des protocoles. Néanmoins, conformément à la Convention, c'est toujours la Cour qui décide des limites de son propre champ de compétences, et qui devra donc décider des conséquences d'une dénonciation d'un ou plusieurs protocole(s) pour une partie le moment venu.

#### Synthèse des ratifications des protocoles additionnels normatifs
| Partie                 | P1      | P4        | P6      | P7        | P12       | P13     | P16       |
| ---------------------- | ------- | --------- | ------- | --------- | --------- | ------- | --------- |
| Albanie                | Ratifié | Ratifié   | Ratifié | Ratifié   | Ratifié   | Ratifié | Ratifié   |
| Allemagne              | Ratifié | Ratifié   | Ratifié | Signé     | Signé     | Ratifié | Non signé |
| Andorre                | Ratifié | Ratifié   | Ratifié | Ratifié   | Ratifié   | Ratifié | Ratifié   |
| Arménie                | Ratifié | Ratifié   | Ratifié | Ratifié   | Ratifié   | Ratifié | Ratifié   |
| Autriche               | Ratifié | Ratifié   | Ratifié | Ratifié   | Signé     | Ratifié | Non signé |
| Azerbaïdjan            | Ratifié | Ratifié   | Ratifié | Ratifié   | Signé     | Signé   | Ratifié   |
| Belgique               | Ratifié | Ratifié   | Ratifié | Ratifié   | Signé     | Ratifié | Ratifié   |
| Bosnie-Herzégovine     | Ratifié | Ratifié   | Ratifié | Ratifié   | Ratifié   | Ratifié | Ratifié   |
| Bulgarie               | Ratifié | Ratifié   | Ratifié | Ratifié   | Non signé | Ratifié | Non signé |
| Chypre                 | Ratifié | Ratifié   | Ratifié | Ratifié   | Ratifié   | Ratifié | Non signé |
| Croatie                | Ratifié | Ratifié   | Ratifié | Ratifié   | Ratifié   | Ratifié | Non signé |
| Danemark               | Ratifié | Ratifié   | Ratifié | Ratifié   | Non signé | Ratifié | Non signé |
| Espagne                | Ratifié | Ratifié   | Ratifié | Ratifié   | Ratifié   | Ratifié | Ratifié   |
| Estonie                | Ratifié | Ratifié   | Ratifié | Ratifié   | Signé     | Ratifié | Ratifié   |
| Finlande               | Ratifié | Ratifié   | Ratifié | Ratifié   | Ratifié   | Ratifié | Ratifié   |
| France                 | Ratifié | Ratifié   | Ratifié | Ratifié   | Non signé | Ratifié | Ratifié   |
| Géorgie                | Ratifié | Ratifié   | Ratifié | Ratifié   | Ratifié   | Ratifié | Ratifié   |
| Grèce                  | Ratifié | Non signé | Ratifié | Ratifié   | Signé     | Ratifié | Ratifié   |
| Hongrie                | Ratifié | Ratifié   | Ratifié | Ratifié   | Signé     | Ratifié | Non signé |
| Irlande                | Ratifié | Ratifié   | Ratifié | Ratifié   | Signé     | Ratifié | Non signé |
| Islande                | Ratifié | Ratifié   | Ratifié | Ratifié   | Signé     | Ratifié | Non signé |
| Italie                 | Ratifié | Ratifié   | Ratifié | Ratifié   | Signé     | Ratifié | Signé     |
| Lettonie               | Ratifié | Ratifié   | Ratifié | Ratifié   | Signé     | Ratifié | Signé     |
| Liechtenstein          | Ratifié | Ratifié   | Ratifié | Ratifié   | Signé     | Ratifié | Non signé |
| Lituanie               | Ratifié | Ratifié   | Ratifié | Ratifié   | Non signé | Ratifié | Ratifié   |
| Luxembourg             | Ratifié | Ratifié   | Ratifié | Ratifié   | Ratifié   | Ratifié | Ratifié   |
| Macédoine du Nord      | Ratifié | Ratifié   | Ratifié | Ratifié   | Ratifié   | Ratifié | Ratifié   |
| Malte                  | Ratifié | Ratifié   | Ratifié | Ratifié   | Ratifié   | Ratifié | Non signé |
| Monaco                 | Signé   | Ratifié   | Ratifié | Ratifié   | Non signé | Ratifié | Ratifié   |
| Monténégro             | Ratifié | Ratifié   | Ratifié | Ratifié   | Ratifié   | Ratifié | Ratifié   |
| Norvège                | Ratifié | Ratifié   | Ratifié | Ratifié   | Signé     | Ratifié | Signé     |
| Pays-Bas               | Ratifié | Ratifié   | Ratifié | Signé     | Ratifié   | Ratifié | Ratifié   |
| Pologne                | Ratifié | Ratifié   | Ratifié | Ratifié   | Non signé | Ratifié | Non signé |
| Portugal               | Ratifié | Ratifié   | Ratifié | Ratifié   | Ratifié   | Ratifié | Non signé |
| République de Moldavie | Ratifié | Ratifié   | Ratifié | Ratifié   | Signé     | Ratifié | Ratifié   |
| République slovaque    | Ratifié | Ratifié   | Ratifié | Ratifié   | Signé     | Ratifié | Ratifié   |
| République tchèque     | Ratifié | Ratifié   | Ratifié | Ratifié   | Signé     | Ratifié | Non signé |
| Roumanie               | Ratifié | Ratifié   | Ratifié | Ratifié   | Ratifié   | Ratifié | Ratifié   |
| Royaume-Uni            | Ratifié | Signé     | Ratifié | Non signé | Non signé | Ratifié | Non signé |
| Saint-Marin            | Ratifié | Ratifié   | Ratifié | Ratifié   | Ratifié   | Ratifié | Ratifié   |
| Serbie                 | Ratifié | Ratifié   | Ratifié | Ratifié   | Ratifié   | Ratifié | Non signé |
| Slovénie               | Ratifié | Ratifié   | Ratifié | Ratifié   | Ratifié   | Ratifié | Ratifié   |
| Suède                  | Ratifié | Ratifié   | Ratifié | Ratifié   | Non signé | Ratifié | Ratifié   |
| Suisse                 | Signé   | Non signé | Ratifié | Ratifié   | Non signé | Ratifié | Non signé |
| Turquie                | Ratifié | Signé     | Ratifié | Ratifié   | Signé     | Ratifié | Signé     |
| Ukraine                | Ratifié | Ratifié   | Ratifié | Ratifié   | Ratifié   | Ratifié | Ratifié   |
| Total ratifié          | 44/46   | 42/46     | 46/46   | 43/46     | 20/46     | 45/46   | 25/46     |
| Total signé            | 2/2     | 2/4       | 0       | 2/3       | 17/26     | 1/1     | 4/21      |
| Total non-signé        | 0       | 2         | 0       | 1         | 9         | 0       | 17        |

## Contenu
La Convention comprend cinq sections principales. La Section I, qui comprend les articles 2 à 18, énonce les principaux droits et libertés. À l'origine, la Section II (article 19) a institué la Commission et la Cour, les Sections III (articles 20 à 37) et IV (articles 38 à 59) définissent, respectivement, les procédures de fonctionnement de la Commission et de la Cour, et la Section V contient des dispositions diverses.
De nombreux articles de la Section I sont structurés en deux paragraphes : le premier définit les droits ou libertés tandis que le second énonce les exceptions et limitations aux droits fondamentaux (ainsi l'article 2-1 définit le droit à la vie, tandis que la partie 2-2 énonce les exceptions où l'usage de la force peut entraîner des morts).

### Article 4: interdiction de l'esclavage
L'article 4 interdit l'esclavage et le travail forcé. Cependant cette interdiction ne s'applique pas à la conscription, au service national, au travail en prison, aux services imposés en cas d'urgence ou de calamité, et aux « obligations civiques normales ».

### Article 5: droit à la liberté et à la sûreté
L'article 5 déclare le droit de chacun à la liberté et à la sûreté personnelle.

#### Liberté
L'article 5 définit le droit à la liberté, soumis seulement à quelques exceptions légales qui autorisent l'arrestation dans des circonstances définies, telles que l'arrestation de personnes soupçonnées d'actes criminels, ou l'emprisonnement de personnes condamnées par un tribunal. L'article prévoit aussi le droit d'être informé, dans une langue que l'on comprend, des raisons de l'arrestation et des charges retenues contre soi, le droit de recours rapide devant un tribunal pour déterminer la légalité de l'arrestation ou de la détention, le droit d'être jugé dans un délai raisonnable ou libéré dans le cadre de la procédure, ainsi que le droit à compensation en cas d'arrestation ou de détention en violation de cet article.

#### Sûreté personnelle
Le concept de sûreté personnelle n'a pas encore fait l'objet d'interprétation par la Cour. Il a toutefois fait l'objet de commentaires émis par la Cour suprême du Canada en distinguant le concept de « Liberté ». Dans l'affaire opposant J.G. au ministre de la Santé, la CSC a retenu que le droit à la sûreté personnelle du plaignant avait été violé par la province du Nouveau-Brunswick. La Cour a qualifié l'enlèvement par un État de l'enfant d'une personne d'atteinte grave à l'intégrité psychologique du parent. C'est par conséquent un recours exceptionnel qui ne peut être employé qu'en accord avec les principes de justice fondamentale, et constitue, si ce n'est pas le cas, une violation du droit à la sûreté personnelle.

### Article 6: droit à un procès équitable
L'article 6 définit dans le détail le droit à un procès équitable, y compris le droit à une audience publique devant un tribunal indépendant et impartial, la présomption d'innocence, et d'autres droits secondaires (du temps et des facilités pour préparer sa défense, l'assistance d'un avocat, la possibilité de faire interroger des témoins, l'assistance gratuite d'un interprète).
Article 6 - Droit à un procès équitable 
1. Toute personne a droit à ce que sa cause soit entendue équitablement, publiquement et dans un délai raisonnable, par un tribunal indépendant et impartial, établi par la loi, qui décidera, soit des contestations sur ses droits et obligations de caractère civil, soit du bien-fondé de toute accusation en matière pénale dirigée contre elle. Le jugement doit être rendu publiquement, mais l'accès de la salle d'audience peut être interdit à la presse et au public pendant la totalité ou une partie du procès dans l'intérêt de la moralité, de l'ordre public ou de la sécurité nationale dans une société démocratique, lorsque les intérêts des mineurs ou la protection de la vie privée des parties au procès l'exigent, ou dans la mesure jugée strictement nécessaire par le tribunal, lorsque dans des circonstances spéciales la publicité serait de nature à porter atteinte aux intérêts de la justice.
2. Toute personne accusée d'une infraction est présumée innocente jusqu'à ce que sa culpabilité ait été légalement établie.
3. Tout accusé a droit notamment à : 
a. être informé, dans le plus court délai, dans une langue qu'il comprend et d'une manière détaillée, de la nature et de la cause de l'accusation portée contre lui ;
b. disposer du temps et des facilités nécessaires à la préparation de sa défense ;
c. se défendre lui-même ou avoir l'assistance d'un défenseur de son choix et, s'il n'a pas les moyens de rémunérer un défenseur, pouvoir être assisté gratuitement par un avocat d'office, lorsque les intérêts de la justice l'exigent ;
d. interroger ou faire interroger les témoins à charge et obtenir la convocation et l'interrogation des témoins à décharge dans les mêmes conditions que les témoins à charge ;
e. se faire assister gratuitement d'un interprète, s'il ne comprend pas ou ne parle pas la langue employée à l'audience.

### Article 7: légalité des peines
À première vue, l'article 7 interdit toute mise en cause rétroactive. Toutefois, son titre bref est considéré comme constituant une partie substantielle de l'article.

#### Légalité des peines
L'article 7 énonce le principe nullum crimen, nulla poena sine lege, c'est-à-dire que nul ne peut être poursuivi pour une infraction qui n'était pas définie comme telle au moment des faits. Cela implique que la loi doit être certaine et vérifiable.

#### Interdiction des lois rétroactives
L'article 7 interdit la qualification criminelle rétroactive d'actes. Nul ne peut être puni pour un acte qui n'était pas considéré comme une infraction au moment où il a été commis. Cet article dispose qu'une infraction est établie soit en droit national, soit en droit international, ce qui autorise l'engagement de poursuites contre celui qui aurait commis un acte non qualifié d'illégal par les lois de son pays au moment des faits, mais qui était un crime au regard des usages en droit international. L'article 7 interdit également que soit prononcée une peine plus lourde que celle qui était applicable au moment des faits reprochés à l'inculpé.

### Article 8: droit au respect de la vie privée et familiale
L'article 8 définit le droit au respect « de sa vie privée et familiale, de son domicile et de sa correspondance ». Ce droit est toutefois sujet à des restrictions « prévues par la loi » et « nécessaires, dans une société démocratique ». Cet article établit clairement une protection contre les enquêtes illégales, mais la Cour a donné à la protection de la « vie privée et familiale » définie dans cet article une interprétation assez large, considérant par exemple que l'interdiction d'actes homosexuels consensuels et privés viole cet article. Cela peut être comparé à la jurisprudence de la Cour suprême des États-Unis, qui a aussi adopté une interprétation assez large du droit au respect de la vie privée. Dans un arrêt rendu le 23 janvier 2025, la Cour Européenne des Droits de l’Homme (CEDH) a condamné la France pour avoir prononcé un divorce pour faute aux torts exclusifs d’une femme au motif qu’elle refusait des relations sexuelles avec son mari. Selon la cour, la France a commis une violation de l’article 8 de la Convention européenne des droits de l’Homme[réf. nécessaire].

### Article 9: liberté de pensée, de conscience et de religion
L'article 9 définit le droit à la liberté de pensée, de conscience et de religion. Cela comprend aussi la liberté de changer de religion ou de convictions, et de manifester sa religion ou ses convictions individuellement ou collectivement, en public ou en privé, par le culte, l'enseignement, les pratiques et l’accomplissement des rites.
Saisie par un témoin de Jéhovah pour une requête concernant la violation de l'article 9 en raison du refus de lui accorder l'objection de conscience, la grande chambre de la CEDH a conclu, par seize voix contre une, que l'article 9 protège le droit à l'objection de conscience (arrêt définitif de la CEDH du 7 juillet 2011;Bayatyan c Arménie).

### Article 10: droit à la liberté d'expression
L'article 10 définit le droit à la liberté d'expression, qui est soumis à certaines restrictions « prévues par la loi » ; ce droit comprend « la liberté d'opinion et la liberté de recevoir ou de communiquer des informations ou des idées sans qu'il puisse y avoir ingérence d'autorités publiques et sans considération de frontière ».

### Article 11: droit à la liberté de réunion et d'association
L'article 11 protège le droit à la liberté de réunion et d'association, y compris le droit de former des syndicats. Il est sujet toutefois à certaines restrictions « prévues par la loi » et qui sont des « mesures nécessaires, dans une société démocratique ». L'article 11 protège aussi, par la jurisprudence de la Cour européenne des droits de l'homme, le droit de non-association.

### Article 12: droit au mariage
L'article 12 définit le droit pour l'homme et la femme de se marier, à l'âge nubile, et de fonder une famille.
Malgré de nombreuses saisines, la Cour a jusqu'à présent refusé d'étendre les dispositions de cet article aux mariages homosexuels. La Cour a justifié cette position en considérant que cet article ne s'appliquait qu'au mariage entre personnes de sexe différent, et qu'une large marge d'appréciation devait être laissée aux États dans ce domaine.

### Article 13: droit à un recours effectif
L'article 13 définit le droit à un recours effectif devant les autorités nationales en cas de violation de droits protégés par la Convention. L'incapacité à obtenir un recours devant une instance nationale pour une violation de droits de la Convention est ainsi, en soi, une infraction à la Convention, susceptible de poursuites séparées.
Le droit à un recours effectif doit toujours être couplé à une autre liberté fondamentale qui doit être protégée. En effet, un recours effectif contre des atteintes mineures ou ne relevant pas des compétences de la Cour n'a pas de valeur.

### Article 14: interdiction de discrimination
L'article 14 prohibe la discrimination. Cette interdiction est à la fois large et restreinte. En effet, d'une part, l'article interdit tout type de discrimination fondée sur n'importe quel critère. L'article énonce une liste de ces critères, dont le sexe, la race, la couleur, la langue, la religion, l'appartenance à une minorité nationale et plusieurs autres, et plus significativement indique que cette liste n'est pas exhaustive. D'autre part, le champ de cette interdiction est limité à la discrimination au regard des droits couverts par la Convention.
Voir l'utilisation de cet article dans l'affaire E.B. C. France et l'affaire Fretté contre France
- 22 mars 2012, Konstantin Markin c. Russie : condamnation pour violation de l'art. 8 et 14 en raison d'un refus d'accorder un congé parental à un militaire, qui officiait en tant qu'opérateur radio.

### Article 15: dérogations
L'article 15 autorise les États contractants à déroger aux droits garantis par la Convention en situation d'urgence. Cette possibilité a été utilisée, par exemple, par le Royaume-Uni pour adopter une loi autorisant la détention de certains prisonniers sans jugement (BBC 4 août 2004).
Après l'avoir déjà activée en 1985 concernant son application en Nouvelle-Calédonie, la France effectue cette démarche le 24 novembre 2015 après la prolongation de l'état d'urgence. Cette procédure vise à la prévenir d’éventuelles condamnations devant la CEDH. Selon l'ancien président de la Ligue des droits de l’homme Michel Tubiana, cette démarche « n’enlève aucune compétence à la Cour européenne des droits de l’homme pour juger d’éventuelles atteintes aux droits fondamentaux. Simplement, la cour jugera avec plus de souplesse », par exemple dans le cas où une personne visée par une perquisition administrative dans le cadre de l’état d’urgence voudrait en contester le bien-fondé devant la CEDH. Toutefois, une telle procédure ne saurait dispenser de respecter certains droits fondamentaux inaliénables comme l'interdiction de la pratique de la torture. Le Royaume-Uni a également fait usage de cette procédure pour une partie de son territoire : c’était en Irlande du Nord, entre fin 1988 et début 2001, ce qui lui permit la clémence de la CEDH en 1993 en ne condamnant pas des gardes à vue excessivement longues imposées à deux hommes suspectés de terrorisme, alors qu'il avait été condamné en 1988 pour le même type de faits. La Turquie en 1990, de la Géorgie en 2006 et l’Arménie en 2008 ont également sollicité des dérogations.

### Article 16: restrictions à l'activité politique des étrangers
L'article 16 autorise les restrictions de participation à l'activité politique des étrangers.

### Article 17: interdiction de l'abus de droit
L'article 17 dispose que nul ne peut utiliser les droits garantis par la Convention dans le but de rechercher l'abolition ou la limitation de ces mêmes droits.

### Article 18: limitation de l'usage des restrictions aux droits
L'article 18 dispose que toute limitation des droits prévue par la Convention ne peut être utilisée que dans le but pour lequel elle a été définie. Le principe est d'éviter tout détournement de pouvoir. Tout comme l'article 14, il n'est pas indépendant, il ne peut être utilisé dans une procédure que s'il est combiné avec un autre article ou protocole de la convention.

### Protocoles additionnels
Un protocole est une simple demande afin qu'il devienne un article à respecter

#### Protocoleno1: propriété, éducation, élections
L'article 1 établit la protection de la propriété privée. L'article 2 établit le droit à l'éducation, et le droit des parents d'éduquer leurs enfants en accord avec leurs convictions religieuses et philosophiques. L'article 3 définit le droit à des élections régulières, libres et justes.

#### Protocoleno4: emprisonnement civil, déplacements, expulsion
L'article 1 interdit l'internement de personnes pour cause d'« incapacité à remplir des obligations contractuelles ». L'article 2 garantit le droit de chacun à se déplacer librement à l'intérieur de son pays, aussi bien que le droit de quitter son pays. L'article 3 interdit l'expulsion des ressortissants nationaux. L'article 4 interdit l'expulsion collective d'étrangers.

#### Protocoleno6: peine de mort
Le protocole no 6 demande aux parties prenantes de restreindre l'application de la peine de mort aux situations de guerre ou d'urgence nationale, ce qui aboutit à l'interdire en temps de paix.

#### Protocoleno7: expulsion, appel en matière pénale, compensation, double incrimination, égalité entre époux
L'article 1 interdit l'expulsion d'« étrangers en résidence régulière » sauf en cas de décisions prises dans le cadre de la loi, et leur garantit le droit de connaître les motifs de leur expulsion et d'obtenir un réexamen de leur cas. L'article 2 accorde le droit d'appel dans toutes les affaires pénales. L'article 3 accorde des compensations en cas de condamnation injustifiée. L'article 4 interdit la double incrimination. L'article 5 affirme l'égalité entre époux.

#### Protocoleno12- interdiction de discrimination
Le protocole étend l’interdiction de la discrimination à tous droits légaux, même si ceux-ci ne sont pas protégés par la Convention, pourvu qu'ils le soient en droit national.

#### Protocoleno13- peine de mort
Le protocole no 13 demande l'abolition totale de la peine de mort, en temps de paix comme en temps de guerre.

#### Protocoleno14et protocoleno14Bis - Réforme de la Cour
Ce texte vise à améliorer l’efficacité de la Cour et à réduire sa charge de travail ainsi que celle du Comité des Ministres, chargé de surveiller l’exécution des arrêts. Il s’agit, à terme, de permettre à la Cour de se concentrer sur les affaires qui soulèvent des problèmes importants en matière de droits de l’homme.
- Les juges sont désormais élus pour un mandat non renouvelable de neuf ans. Dans le système actuel, ils sont élus pour un mandat de six ans renouvelable une fois. Cette réforme vise à accroître leur indépendance et leur impartialité. La limite d’âge demeure fixée à 70 ans.
- Il est d'abord question d'éviter les affaires manifestement irrecevables : un juge unique peut rejeter les requêtes manifestement irrecevables, « lorsqu’une telle décision peut être prise sans examen complémentaire ». Cette décision sera définitive. Un comité de trois juges peut déclarer les requêtes recevables et statuer sur le fond dans les affaires manifestement bien fondées et celles pour lesquelles existe une jurisprudence bien établie. Au cours d'une procédure simplifiée, ce comité examine donc au fond les requêtes répétitives.
- Un nouveau critère de recevabilité a été instauré : Le Protocole dote la Cour d’un outil supplémentaire pour lui permettre de se concentrer sur les affaires qui soulèvent des problèmes importants en matière de droits de l’homme. Il lui octroie en effet le pouvoir de déclarer irrecevables des requêtes lorsque le requérant n’a subi aucun préjudice important si, au regard du respect des droits de l’homme, elles ne nécessitent pas un examen au fond et ne soulèvent pas de questions sérieuses d’application ou d’interprétation de la Convention ou de questions importantes relatives au droit national.
- Enfin, la collaboration entre le Comité des Ministres et la Cour est désormais rapprochée. Le Protocole habilite le Comité des Ministres à demander à la Cour une interprétation d’un arrêt définitif si des difficultés surgissent dans le cadre de la surveillance de son exécution. Vu l’importance d’une exécution rapide des arrêts, le Protocole permet au Comité des Ministres de décider, dans des situations exceptionnelles et à la majorité des deux tiers, d’introduire devant la Grande Chambre de la Cour un recours en manquement afin d’obliger l’État concerné à exécuter l’arrêt initial. À l’issue de cette procédure, la Cour rendra un autre arrêt portant sur le défaut d’exécution effective.

NB : la possibilité est désormais ouverte à l'Union européenne d'adhérer à la Convention, sachant que l'adhésion est effectivement prévue par le traité sur l'Union européenne dans sa rédaction issue du traité de Lisbonne.

#### Protocoleno15- Réduction du délai de recours et principe de subsidiarité et de marge d'appréciation
Le protocole no 15 s'inscrit dans l'objectif d'amélioration de la protection des droits et libertés garantis par la Convention en réduisant l'afflux de requêtes et en impliquant le juge national dans l'application de la Convention.
Le protocole no 15 réduit le délai de recours devant la Cour de 6 à 4 mois à compter de la décision nationale définitive. Il introduit également dans la Convention le principe de subsidiarité et de marge d'appréciation laissée au juge national dans l'interprétation de la Convention.
Le protocole no 15 est ouvert à signature depuis le 24 juin 2013. La France a signé le protocole le 24 juin 2013 et l'a ratifié le 3 février 2016. La Bosnie-Herzégovine et l'Italie ont été les deux derniers États à ratifier le Protocole avant son entrée en vigueur. Depuis sa ratification par l'Italie, intervenue le 21 avril 2021, le protocole no 15 est entré en vigueur le 1er août 2021. Le délai dans lequel la Cour peut être saisie après une décision nationale définitive est passé de six à quatre mois le 1er février 2022.

#### Protocoleno16- Procédure d'avis
Le protocole no 16 développe la compétence facultative de la Cour européenne des droits de l'homme. Une procédure d'avis est introduite, ouverte aux plus hautes juridictions nationales des États parties, concernant des questions de principe relatives à l’interprétation ou à l’application des droits et libertés définis par la Convention ou ses protocoles.
La Cour pourra rejeter une demande d'avis et l'avis rendu ne liera pas le juge national.
Le protocole no 16, ouvert à signature depuis le 2 octobre 2013, est entré en vigueur le 1er août 2018, à la suite de sa ratification par la France (12 avril 2018). À date du 31 juillet 2025, vingt-cinq l'ont ratifié, et quatre États ont signé le protocole sans le ratifier.

## Convention européenne et Union européenne
L'Union européenne n'est pas partie à la Convention (elle n'avait pas la personnalité juridique pour ratifier des traités à l'époque de sa création), elle possède maintenant la personnalité juridique et depuis le traité de Lisbonne (signé en 2007, entré en vigueur en décembre 2009), l'article 6 dispose que l'Union européenne peut adhérer à la CEDH ; c'est dans le programme de Stockholm le 11 décembre 2009, que l'on prévoit une adhésion rapide de l'Union européenne à la CEDH, sans créer de nouvelles compétences. Le 1er juin 2010 la CEDH prévoit, en modifiant son article 59, que l'UE peut adhérer à la CEDH, mais les dispositions du traité de Lisbonne donnent un cadre juridique pour que l'Union devienne partie au traité, sous réserve de ratification par tous les États membres de l'UE et de l'approbation de tous les autres États parties à la CEDH.
- Le préambule de la Charte des droits fondamentaux de l'Union européenne, déclaration pourvue de valeur contraignante depuis l'entrée en vigueur du traité de Lisbonne, « réaffirme […] les droits qui résultent notamment […] de la Convention européenne de sauvegarde des droits de l'homme et des libertés fondamentales [...] de la jurisprudence […] de la Cour européenne des droits de l'homme ».

Pays ayant ratifié un texte régional de protection des droits de l'homme
Convention européenne des droits de l'homme (Conseil de l'Europe)
Convention américaine relative aux droits de l'homme (OEA)
Charte africaine des droits de l'homme et des peuples (OUA)

- Le traité sur l'Union européenne dans sa version consolidée après le traité de Lisbonne, dispose à son article 6 que : « L'Union adhère à la Convention européenne de sauvegarde des droits de l'homme et des libertés fondamentales. […] Les droits fondamentaux, tels qu'ils sont garantis par la Convention européenne de sauvegarde des droits de l'homme et des libertés fondamentales et tels qu'ils résultent des traditions constitutionnelles communes aux États membres, font partie du droit de l'Union en tant que principes généraux. ».

De plus, même si l'Union européenne n'est pas partie à la Convention, cela n'empêche pas que tous les États membres de l'Union aient ratifié la Convention (le respect des droits de l'homme est un critère d'adhésion à l'Union), même si tous les États parties à la Convention ne font pas partie de l'Union (Turquie, Suisse, Ukraine, etc.).
De même, la CJUE se réfère déjà systématiquement à la Convention, ainsi qu'à la jurisprudence de la Cour de Strasbourg. L'adhésion de l'Union européenne à la Convention permettrait néanmoins à l'Union de nommer un juge (représentant l'Union), siéger au Comité des Ministres du Conseil de l'Europe, et accepter de voir certaines affaires déjà jugées par la CJUE passer devant la Cour de Strasbourg.
Par ailleurs, la Cour européenne des droits de l'homme s'est déclarée en 2005 compétente pour vérifier la conformité d'actes d'application de normes issues du droit de l'Union européenne lorsqu'une marge nationale d'appréciation était laissée à la discrétion de l'État membre de l'Union (arrêt Bosphorus).
Le 17 mars 2023 a été adopté le Projet d’accord portant adhésion de l’Union européenne à la Convention de sauvegarde des droits de l’homme et des libertés fondamentales. Ce projet d'accord permettrait à l'Union européenne de participer à la défense des Etats attaqués via la Cour EDH via un mécanisme de codéfendeur. De même, l'Union européenne adhérerait à la Convention ainsi qu'à son protocole additionnel n°1 et n°6, mais pas le n°13, relatif à l'abolition totale de la peine de mort, pourtant déjà ratifié par tous ses Etats membres. Ce projet nécessite la saisine de la CJUE et l’obtention de son avis favorable avant que la procédure de signature puisse être engagée. Le délai entre cette saisine et le prononcé de l’avis est estimé entre 18 et 24 mois. Protocole d'amendement oblige, tous les États parties à la Convention devront le ratifier afin qu'il entre en vigueur.

## Conséquences d’un arrêt de la CEDH sur la justice française
Les arrêts de la Cour européenne des droits de l’homme ne permettent ni d’annuler ni de modifier automatiquement les décisions prises par les juridictions françaises.
Les décisions de la Cour influencent cependant de manière considérable la jurisprudence ainsi que les évolutions de la justice française .

## Manuel des droits de l'homme du Congrès des pouvoirs locaux et régionaux du Conseil de l'Europe
Le Congrès des pouvoirs locaux et régionaux du Conseil de l’Europe, dans le cadre de ses missions de suivi de la démocratie locale, a également vocation à sensibiliser les élus aux droits de l'homme et à leur application au niveau local et régional en Europe.
Le travail du Congrès s’organise notamment autour de trois commissions statutaires instaurées en octobre 2010 dans le cadre de la réforme des structures du Congrès. Parmi elles, la Commission des questions d’actualité chargée d’étudier le rôle des pouvoirs locaux et régionaux prépare des travaux sur des thèmes tels que la cohésion sociale, la Participation citoyenne, l’éducation, le développement durable, le dialogue interculturel et Interreligieux, la protection des enfants contre les abus sexuels, la participation des jeunes l’intégration des migrants, du point de vue des valeurs fondamentales du Conseil de L’Europe.
Le Congrès des pouvoirs locaux et régionaux se charge de la dimension locale et régionale de la mise en œuvre de la campagne Un sur Cinq, dans le but de promouvoir la signature et la ratification de la Convention du Conseil de l’Europe sur la protection des enfants contre l’exploitation et les abus sexuels, connue aussi sous le nom de Convention de Lanzarote.
Le Manuel des droits de l’homme
Le Congrès des pouvoirs locaux et régionaux du Conseil de l’Europe, convaincu que l’application des droits de l’homme dans les politiques territoriales contribuera à l’objectif de renforcer la démocratie locale et régionale partout en Europe, a publié en novembre 2018 un Manuel des droits de l'homme en anglais intitulé Handbook on Human Rights at local and regional levels - vol.1 dont la version française est publiée en 2019
Un premier volume consacré aux droits des réfugiés, gens du voyage et personnes LGTBI
Ce premier volume publié en anglais et qui fut traduit en français en 2019 est consacré au droit à la non-discrimination à l’égard de trois groupes : réfugiés, demandeurs d'asile et migrants ; Roms et Gens du voyage ; et personnes LGBTI.
65 exemples de bonnes pratiques mises en œuvre dans 25 pays
Il comprend une présentation du cadre juridique et du rôle que peuvent jouer les collectivités territoriales, ainsi que 65 bonnes pratiques mises en œuvre dans plus de 25 pays. Ce manuel a été développé avec le soutien du Commissaire aux droits de l'homme du Conseil de l'Europe et de l'Agence des droits fondamentaux de l'Union européenne. Ce manuel présente des exemples d'initiatives mises en œuvre par les autorités locales et régionales et fournit les coordonnées de chacune d'elles avec pour objectif de mettre en évidence la mise en œuvre concrète des droits de l'homme et de faciliter l'échange d'expériences entre les élus locaux et régionaux.
Résolution 427 (2018)
Dans sa résolution 427 (2018) adoptée le 27 mars 2018 « Promouvoir les droits de l’homme aux niveaux local et régional » le Congrès approuve le Manuel des droits de l’homme en tant que recueil de bonnes pratiques, facile d’utilisation, pour les autorités locales et régionales et leurs administrations afin de répondre de manière efficace et durable aux défis des communes et des régions en matière de droits de l’homme en ce qui concerne les réfugiés, demandeurs d’asile et migrants ; les Roms et gens du voyage et LGBTI.
Un deuxième volume en cours
Par ce texte, le Congrès invite les autorités locales et régionales et leurs administrations à diffuser, promouvoir et utiliser ce Manuel dans leurs politiques locales et régionales dans l’intérêt des citoyens de leurs collectivités. Enfin, le Congrès demande à sa Commission de suivi, en coopération avec d’autres organes du Congrès et instances compétentes du Conseil de l’Europe, de préparer le deuxième volume du Manuel des droits de l’homme.